# 利涅河
利涅河（法語：Ligne，法語發音：[liɲ] ⓘ）是法国奥弗涅-罗讷-阿尔卑斯大区阿尔代什省的河流，是阿尔代什河的右支流，长23千米，发源自普吕内，于拉博姆和绍宗之间流入阿尔代什河。